# Ugo Ancona
Ugo Ancona (Ferrara, 26 febbraio 1867 – Roma, 8 giugno 1936) è stato un ingegnere e politico italiano.
Fu senatore del Regno d'Italia nella XXIII e XXIV legislatura.

## Biografia
Nato in una famiglia di origini ebraiche, laureato del Politecnico federale di Zurigo, nel 1887, fu professore ordinario di Teoria generale delle macchine al Regio Istituto Tecnico Superiore di Milano, e direttore della Scuola di Ingegneria Aeronautica di Roma. Fu anche membro corrispondente dell'Istituto lombardo di scienze e lettere di Milano.
In ambito governativo ricoprì, tra il giugno 1916 ed il giugno 1917, l'incarico di Sottosegretario di Stato al Ministero dei trasporti marittimi e ferroviari.
Nel 1923 fu nominato senatore. Aderì al Partito nazionale fascista e dal 1927 al 1934 fece parte della Commissione parlamentare delle finanze.